# Traitsching
Traitsching là một đô thị ở huyện Cham bang Bayern nước Đức. Đô thị Traitsching có diện tích 45,4 km², dân số thời điểm ngày 31 tháng 12 năm 2006 là 4076 người.